# Out of Ashes
Az Out of Ashes az első nagylemeze az amerikai Dead by Sunrise rockegyüttesnek. Japánban 2009. szeptember 30-án, a világ többi részén október 13-án adta ki a Warner Bros. Records.

## Története
Az együttes első albumát eredetileg 2006-ban adták volna ki amikor még Snow White Tan volt a nevük. Nem sokkal ezután a megjelenést 2007 elejére csúsztatták. A Pulse of Radio azt írta, hogy Chester Bennington (Linkin Park énekes) albuma még mindig készülőben van és valamikor 2008 őszén fog elkészülni. Bennington a Rolling Stone-zal való interjújában elmondta, hogy 2009-ben fog megjelenni az album. Az Orange County Register-rel történt interjújában elmondta, hogy ezen és a Linkin Park negyedik nagylemezén egy időben. Az album első kislemezét a Crawl Back In-t 2009. augusztus 18-án adták ki.
Bennington az éneklésen kívül gitározik és billentyűs hangszereken is játszik az albumon. Minden mást a  Julien-K tagjai Amir Derakh, Ryan Shuck, Brandon Belsky, Elias Andra és Anthony "Fu" Valcic csinálnak. Az Out of Ashes-t már elő lehet rendelni az iTunes-on.
Szeptember 15-én Bennington feltette MP3 formátumban a My Suffering számot a Twitterére.
Szeptember 21-én felkerült az Inside Of Me című szám is a banda Myspace-ére.

## Számlista
|     | Cím                                                      | Hossz |
| --- | -------------------------------------------------------- | ----- |
| 1.  | Fire                                                     | 3:50  |
| 2.  | Crawl Back In                                            | 3:02  |
| 3.  | Too Late                                                 | 2:59  |
| 4.  | Inside of Me                                             | 2:18  |
| 5.  | Let Down                                                 | 3:58  |
| 6.  | Give Me Your Name                                        | 4:56  |
| 7.  | My Suffering                                             | 2:39  |
| 8.  | Condemned                                                | 2:32  |
| 9.  | Into You                                                 | 3:23  |
| 10. | End of the World                                         | 3:56  |
| 11. | Walking in Circles                                       | 4:43  |
| 12. | In the Darkness                                          | 5:28  |
| 13. | Morning After (iTunes és a japán verzió bónusz száma)    | 3:29  |
| 14. | Crawl Back In (Live) (iTuneson előrendelők bónusz száma) | 3:11  |

## Banda felállás
- Chester Bennington - ének, gitár, billentyűs hangszerek
- Ryan Shuck - gitár, háttérének
- Amir Derakh - gitár, szintetizátor
- Brandon Belsky - basszusgitár
- Elias Andra - dob
- Anthony "Fu" Valcic - billentyűs hangszerek

## Fordítás
- Ez a szócikk részben vagy egészben  az   Out of Ashes című angol Wikipédia-szócikk fordításán alapul.  Az eredeti cikk szerkesztőit annak laptörténete sorolja fel. Ez a jelzés csupán a megfogalmazás eredetét és a szerzői jogokat jelzi, nem szolgál a cikkben szereplő információk forrásmegjelöléseként.